# Christophe Schaeffer
Christophe Schaeffer, né le 10 avril 1968 en région parisienne, est un philosophe, essayiste, poète et artiste français. Il est également "créateur lumière"scénographe pour le théâtre, la danse contemporaine, l'opéra, le nouveau cirque. Son parcours le conduit en 2022 à réaliser des films expérimentaux à la croisée des chemins entre plusieurs disciplines.
 Il est le frère de Nicolas Schaeffer, acteur d'un exploit sportif majeur dans les Annapurna en 2022, au cours duquel il renoncera à 200 mètres du sommet.

## Cursus universitaire
Il obtient un doctorat en philosophie en 2007. Sa thèse soutenue à l'université Paris-Nanterre sous la direction de Catherine Chalier (métaphysique-éthique) a pour intitulé : De l'Uni-Vers : recherches sur la séparation onto-chrono-cosmologique. Il a appartenu à un laboratoire de recherche sur la bioéthique au Collège de France sous la direction du professeur Anne Fagot-Largeault (2002).

## Parcours de philosophe
Auteur de plusieurs ouvrages et spécialiste de la notion de séparation, il a fondé et dirige le Collectif-reos  « Collectif de recherches, d'expressions et d'orientations », plateforme dédiée à cette notion à travers une approche pluridisciplinaire. Invité dans des magazines spécialisés ou émissions consacrées à la philosophie comme Philosophie (émission de télévision) sur ARTE, son approche de la philosophie se construit le plus souvent à travers des dialogues et des rencontres. Dans Le chien de Bergson, où il est question du rire, le dialogue est « une phénoménologie qui ne dit pas son nom (…), assumant dans sa forme même le jeu et la poésie comme conditions de possibilité d’une proximité avec le sujet. » La conversation n’affiche pas en effet comme visée première une modélisation définitive, mais une pluralité de sens sans cesse interrogée. C’est dans cette perspective que la présence, face au philosophe, de Jos Houben, enseignant à l’école Jacques Lecoq, comédien et metteur en scène, permet le déploiement de la pensée philosophique autrement, en ce qu’elle est incarnée.
Les thématiques de recherche de Christophe Schaeffer, élaborées notamment auprès de la pensée de Emmanuel Lévinas (sa thèse) et de Chogyam Trungpa, portent sur la question du lien, de l’altérité et de la spiritualité, de même que sa réflexion reste inséparable d'une écriture poétique . Une partie de ses travaux porte aussi sur le handicap.

## Parcours d'artiste

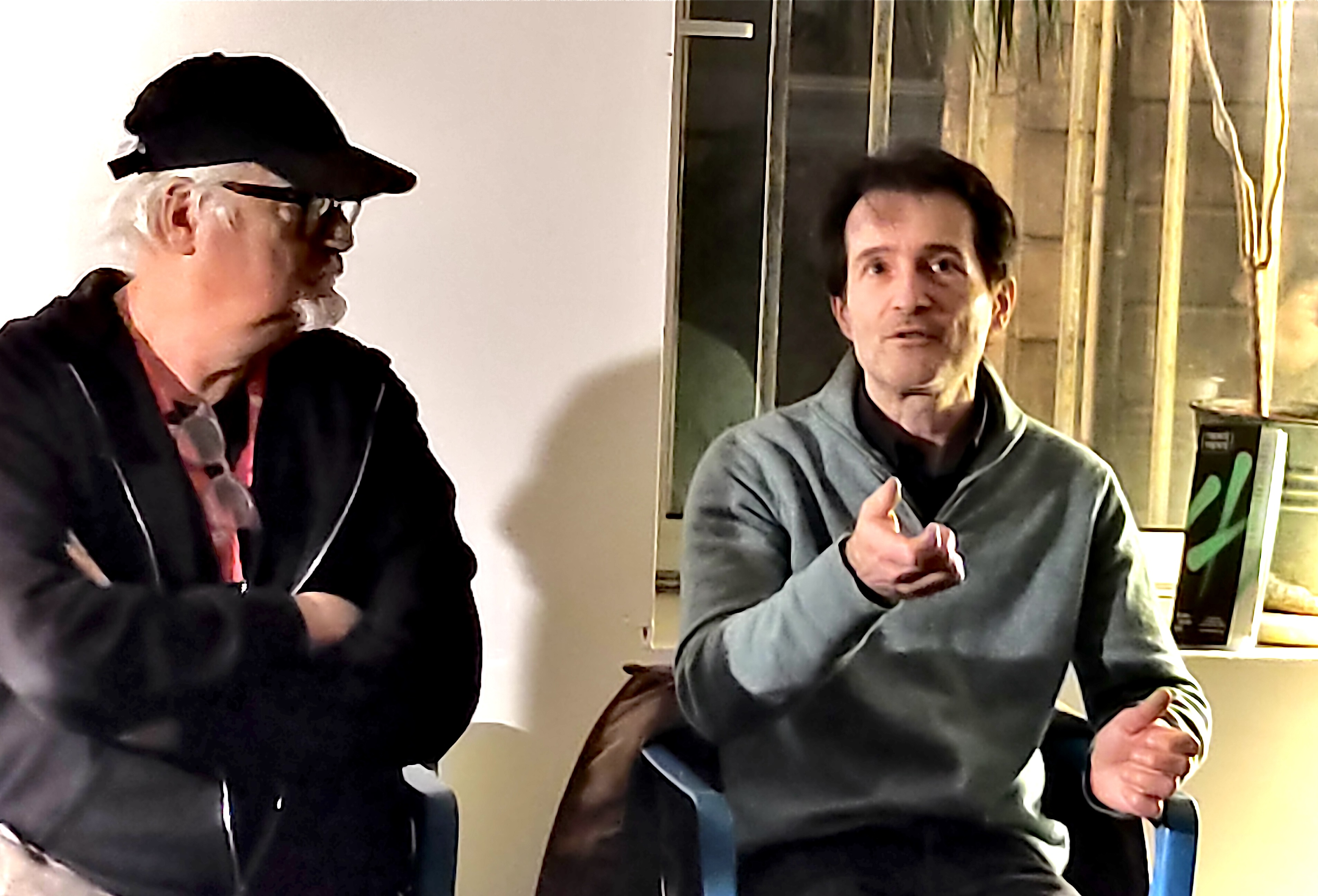
Christophe Schaeffer (à droite) en compagnie de Jean-Luc Terrade, directeur du Festival Trente Trente (21e édition), lors d'une rencontre avec le public à Bordeaux, le 18 janvier 2024.

Il suit une formation de guitariste jazz et d'arrangeur auprès du soliste Louis Winsberg au CIM de 1988 à 1991. Durant cette période, il exerce aussi une activité d'artiste-peintre plasticien . Depuis 1996, il est créateur lumière et a travaillé avec les metteurs en scène et scénographes : Mauricio Celedon (Cie Teatro del silencio), Monserrat Casanova (Cie Maguy Marin), Goury (Josef Nadj), François Delarozière (Cie Royal de luxe), Denis Charett-Dykes (Cie Footsbarn Theatre). Il collabore également avec des structures musicales : ARFI, Les Percussions de Strasbourg. Et des musiciens-compositeurs de la création contemporaine comme Carlos Zingaro, Laurent Petitgand, Benjamin de la Fuente, Samuel Sighicelli, Laurent Cuniot.
Ses créations lumière ont un rayonnement international et font l’objet de recensions et articles dans le milieu du spectacle, notamment dans le monde de l’opéra, du théâtre musical et des concerts.
Depuis septembre 2023, Christophe Schaeffer réalise des films expérimentaux en lien avec son activité de créateur lumière scénographe et d’auteur.
En janvier 2024, il a été invité au Festival Trente-Trente, fondé et dirigé par Jean-Luc Terrade où plusieurs de ses films ont été proposés au public sous le titre La doublure du réel. 
La revue de la littérature, des idées et des arts En attendant Nadeau a consacré un article sur son travail où l’on trouve pour la première fois la désignation de poète cinégraphique. L’article décrit le processus de création des films et fait référence à différents auteurs, notamment à la photographe Vivian Maier, le philosophe Clément Rosset ou encore Antonin Artaud dans la composition de la matière filmique et du rapport entre sacré et réel. Il est évoqué également un lien entre le philosophe alchimiste et sa recherche poétique en tant que réalisateur.  
Dans le cadre de son activité de réalisateur, Christophe Schaeffer devient à partir de 2024 artiste associé à la structure musicale TM+ fondé et dirigé par Laurent Cuniot dans le but d’allier les créations de musiques contemporaines à ses films expérimentaux. En janvier 2025, les deux artistes collaborent pour la pièce D’une Sérénade l’autre, une création autour de l’Opus 24 de Arnold Schönberg avec en filigrane le tableau Le Concert (Le Grand Concert : L'Orchestre) de Nicolas de Staël. Pour cette création, Schaeffer a réalisé un film de 55 minutes, divisé en 14 mouvements reprenant ceux des œuvres de Schönberg et Cuniot.  La musicologue Michèle Tosi parle ici d’un travail sur l’image qui entre en résonance avec la musique tout en lui laissant son propre espace.  

## Lumières(sélection)
- 2025 : Grâce et Fracas, mise en scène Emily Wilson et Jos Houben, composition musicale Benjamin de la Fuente, création Festival international d’art lyrique d’Aix-en-Provence.
- 2024 : Le Chant de la Terre d’après Mahler de Laurent Cuniot. Création Opéra de Massy. 
 RuptuR de Benjamin de la Fuente et Samuel Sighicelli, groupe Caravaggio avec Les Percussions de Strasbourg. Création Subistances, Lyon. 
 Horace, livret Pierre Senges, composition musicale Alexandros Markeas, mise en scène Edouard Signolet. Création Maison de la musique de Nanterre.
- 2023 : Song Offerings de Jonathan Harvey, Ensemble TM+. Création Opéra de massy.
- 2022 : Jardins Elisabéthains, Ensemble TM+, composition Gérard Pesson. Création Maison de la musique de Nanterre.
- 2021 : Cupid and Death de Matthew Locke et Christopher Gibbons, Ensemble Correspondances dirigé par Sébastien Daucé, mise en scène Jos Houben et Emily Wilson. Création Théâtre de Caen.
- 2019 :  Petite messe solennelle de Rossini, direction musicale Gildas Pungier avec le Chœur de chambre Mélisme(s), mise en scène Jos Houben et Emily Wilson. Création Opéra de Rennes.
- 2018 :  The Other (In)Side de Benjamin de la Fuente, direction Laurent Cuniot, mise en scène Jos Houben. Création Maison de la musique de Nanterre.

## Publications

### Poésie

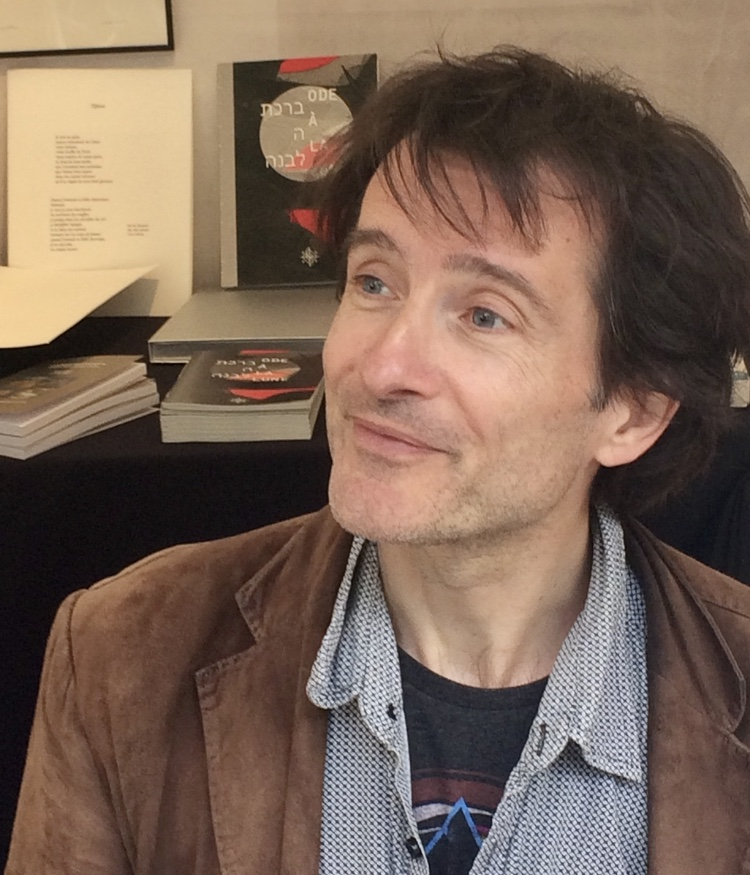
Christophe Schaeffer au 37e Marché de la poésie, le 8 juin 2019, à Paris.

- Quantique de l'Ombilic, Éditions de l'Improbable, coll. « Le Bruissement du sel », 2020, 68 p.  (ISBN 978-2-84739-029-2)
- Au Revers de l'abîme (avec Isabelle Crampe), Éditions de l'Improbable, coll. « Les cavaliers de l'orage », 2018, 52 p.  (ISBN 978-2-84739-023-0)
- Horizon(s), Éditions de l'Improbable, coll. « Le Bruissement du sel », 2018, 70 p.  (ISBN 978-2-84739-022-3)
- aImer  "à quatre temps" (illustrations de Julie Delarme ; préface de Werner Lambersy), Éditions Librécrit, coll. « Hors collection », 2017, 82 p.  (ISBN 978-2-915529-35-7)
- Traces d'hématome (avec Carine Villalonga Mirales ; préface de Bernard Noël), Éditions Librécrit, coll. « Hors collection », 2015, 84 p.  (ISBN 978-2-915529-32-6)
- Fecha, Éditions Saint-Germain-des-Près, coll. « Chemins profonds », 1990, 27 p.  (ISBN 2-243-03239-2)

### Essais
- Le chien de Bergson : dialogue autour de l'art du rire (avec Jos Houben - et les dessins de Marie-Élisabeth Cornet), Éditions Premier Parallèle, 2022, 184 p.  (ISBN 978-2-85061-120-9)
- Passeurs de rugby (avec Marcel Rufo ; préface de Pierre Villepreux), Éditions Anne Carrière, 2019, 200 p.  (ISBN 978-2-8433-7958-1)
- Le choix du baptême expliqué à mes enfants : invitation au sens et au dépassement de soi ; (postface de Tim Guénard), Éditions Mols, 2019, 88 p.  (ISBN 978-2-8740-2248-7)
- Le testament du Mongol : que vivent les valeurs du rugby ! (avec Michel Crauste ; préface, Denis Lalanne et la participation de Thierry Dusautoir), Éditions Les 5 éditeurs, coll. « Au cœur du rugby », 2015, 176 p.  (ISBN 979-10-92861-05-1)
- Le gouvernement des différences : des citoyens handicapés à l'Élysée : utopie politique ? (avec la complicité d'Anne Voileau) ; préface de Jean-Christophe Parisot, , Éditions Les points sur les i, coll. « Un autre regard », 2013, 137 p.  (ISBN 978-2-35930-097-0)
- Le rugby expliqué à mon fils ou L'art de rester lié (illustrations de Hugo Schaeffer), 2012, 109 p.  (ISBN 978-2-296-96554-6)
- La vague et la falaise : éloge de la passivité (avec Marie-Jeanne Lemal ; postface de Ignace Berten), Éditions Mols, Desclée de Brouwer, coll. « Autres regards », 2011, 174 p.  (ISBN 978-2-87402-124-4)
- Méditations protophysiques, réunissant : De la nature de la jouissance : essai pastiche et  Du bon usage de l'épicurisme en politique : contrepoint, Éditions Librécrit, coll. « Livres libres », 2008, 77 p.  (ISBN 978-2-915529-19-7)

### Travaux universitaires
- Dictionnaire des penseurs, (coécrit avec Richard Escot ; préface de Jean Pruvost), Éditions Honoré Champion, coll. « Champion les dictionnaires », 2018, 352 p.  (ISBN 9782745349064)
- De la réparation : analyse comparative et transversale, psychologie et écologie, avec Philippe Billet, Pierre-Marie Badot, Hubert Bosse-Platière... [et al.] ; sous la direction de Christophe Schaeffer, Éditions l'Harmattan, 2010, 209 p.  (ISBN 978-2-296-13579-6)
- La séparation à l'œuvre : actes du colloque international du Département de français, Institut supérieur des langues, Université de Gabès, Tunisie, les 5, 6 et 7 mars 2009 sous la direction de Karim Ben Khamsa et Christophe Schaeffer ; avec Ali Aoun, Daniel Aranda, Lilia Beltaïef... [et al.], Éditions l'Harmattan, 2010, 281 p.  (ISBN 978-2-296-12458-5)
- De la séparation sous la direction de Christophe Schaeffer avec Jean-Pierre Luminet, Stéphane Legendre, Jean Génermont... [et al.] ; et la participation des poètes Werner Lambersy et Philippe Tancelin, Éditions l'Harmattan, coll. « La philosophie en commun », 2007, 303 p.  (ISBN 978-2-296-04666-5)
- De l'UNI-VERS : recherches sur la séparation onto-chrono-cosmologique, Éditions ANRT, 2007.

## Préfacier
- Victor Hugo (préf., Christophe Schaeffer), Le dernier jour d'un condamné à mort, Éditions Les points sur les i, coll. « Héritage littéraire », 2014, 155 p.  (ISBN 2359301071)

## Directeur de collection
- « Héritage littéraire ». Éditions Les points sur les i[24].

## Le rugby
Ancien joueur de rugby, il consacre une partie de son travail à réfléchir au lien entre la construction d'une société, de l'individu et les valeurs de ce jeu. Dans cette optique, il a écrit notamment un ouvrage sur la carrière et la vie de Michel Crauste. Inventeur du concept de "Philovalie", il participe à des manifestations et conférences autour du rugby et de la philosophie. En avril 2016, il co-fonde et co-dirige avec Sophie Surrullo et Olivier Henri, le magazine Flair-Play, un bimestriel rugby qui fait un lien avec la société, la culture et la vie. Le premier numéro, paru le 15 décembre 2016, avait notamment pour invité le rugbyman Daniel Carter et le philosophe Edgar Morin. En 2019, il écrit avec le pédopsychiatre Marcel Rufo Passeurs de rugby, un dialogue sur les valeurs éducatives de ce jeu, mais aussi sur sa dimension humaine et mythologique.

## Émissions TV, Radio
- Rencontre à XV, émission télévisée diffusée sur France 2 (26 mars 2017).
- Philosophie, émission télévisée diffusée sur ARTE (22 novembre 2009, thématique : séparation) .
- De 2013 à 2016, il est chroniqueur à la radio Vivre FM dans l'émission « La santé mentale en question » animée par Anne Voileau[30].

## Vidéographie
- À la vie à la mort, tableau-concert d'après Le Triomphe de la Mort de Pieter Bruegel l'Ancien, production ARFI, distribué par Abeille Musique (novembre 2012)[31].

## Prix
- « Choc de l'année » (2012) décerné par le journal Jazz Magazine pour le DVD spectacle À la vie à la mort[32].